# José Quintanilla
José Antonio Quintanilla Escobar (né le 29 octobre 1947 à Sonsonate au Salvador et mort en 1977) est un footballeur international salvadorien, qui joue au poste de milieu de terrain.

## Biographie

### Carrière en sélection
Avec l'équipe du Salvador, il joue 28 matchs (pour un but inscrit) entre 1968 et 1970[réf. nécessaire]. 
Il figure dans le groupe des sélectionnés lors de la Coupe du monde de 1970. Lors du mondial, il joue deux matchs : contre la Belgique et le Mexique.
Il participe également aux Jeux olympiques de 1968 organisés au Mexique.

## Palmarès
Alianza
- Championnat du Salvador (2) :
  - Champion : 1965-66 et 1966-67.